# Mordvinos
Los mordvinos o mordovianos (ruso: Мордва) son los integrantes de las etnias moksha y erzya, cuyas respectivas lenguas están cercanamente relacionadas y son mutuamente inteligibles. Son 903 830 personas, de las cuales viven en Rusia, 843 350 (censo de 2002).

## Territorialidad
Los moksha habitan al occidente de la República de Mordovia y en las óblast de Penza, Samara y Oremburgo; los erzya viven en el norte de Mordovia, en Bashkortostán y Tartaristán. Los tengushev que habitan en el sur de Mordvinia hablan la lengua moksha, pero descienden de los erzya. Los teryujan de las cercanías de Nizhni Nóvgorod hablan solamente ruso y los karatia de Tartaria hablan tártaro y siguen el islam.

## Historia
Entre los siglos VII y V a. C., gentes de la cultura de Gorodetsk, de habla fiino-volgáica, se establecieron en territorios de la actual Mordovia, en asentamientos permanentes y se dedicaron a la agricultura, ganadería, caza y pesca. Fabricaban herramientas y armas de hierro. Heródoto se refiere al papel que moksha y erzya desempeñaron en el 512 a. C. en la guerra entre escitas y persas. Hacia el siglo I a. C. se establecieron en las cuencas del Oká, Moksha y Volga. 
Los mordvinos vivían en la región entre los ríos Volga, Surá y Oká desde hace dos mil años, organizados en un sistema de clanes territoriales patriarcales, que se mantuvo hasta el siglo XIX. El historiador Jordanes relata la existencia de aldeas mordvinas entre el Volga y el Oká en el siglo VI. De esta época quedan los asientos de Osh-Pando, en el valle del Surá. Durante el siglo VII los jázaros ocuparon el territorio de Belaya. Los mordvinos fueron tributarios de los Búlgaros del Volga a finales del siglo VIII. Las necrópolis de Shoksha y Kelginsk (Zarúbkino) datan del siglo IX al XI. Los mordvinos aparecen en las crónicas musulmanas, como burdas, burtas o furtas, vecinos de los jázaros o búlgaros, instalados junto al río Itil (Volga).
La palabra Mordva viene de la raíz escita-iraní “mard-xwaar” (mard=hombre, xwaar=comer). En resumen "que se come a la gente", eran caníbales.
La región de Nizhni Nóvgorod estuvo ocupada por los mordvinos hasta 1172 cuando fue conquistada por los rusos, que luego subyugaron otras áreas del territorio mordvino. En el siglo XIII la Horda de Oro invadió el oriente del territorio, que luego pasó a formar parte del Kanato de Kazán. Del siglo XVI hay numerosos cantos épicos dedicados al rey Tushtyan, aliado del zar Iván IV de Rusia en la lucha contra Kazán.

### Imperio ruso
Durante los siglos XVI y XVII los rusos construyeron líneas defensivas en territorio de Mordovia: Temnikova-Alatyr e Insar-Xixkejev-Saransk. Saransk se convirtió en centro artesanal y comercial. El gobierno zarista distribuyó tierras mordovinas entre los terratenientes feudales, como Morózov y Golitsin y obligó a los mordvinos a trabajar en sus plantas de potasa y explotaciones forestales. La servidumbre de los campesinos, la apropiación de sus mejores tierras por los señores feudales seglares y eclesiásticos, los pesados tributos y la colonización, provocaron un éxodo masivo.
Los mordvinos, junto con los maris y chuvasios, tomaron parte activa en la revuelta campesina dirigida por Bolótnikov, entre 1606 y 1609 y después en la de Stenka Razin en 1670, dirigidos por Alena Temnikóvskaya y Murzim Akaika Baláiev. Como consecuencia, se construyeron las fortalezas de Simbirsk (1648) y Penza (1680), y en 1708 fueron incorporados al gobierno de Simbirsk. La represión de esas revueltas supuso el exterminio de una décima parte de los mordvinos y dos terceras partes abandonaran su territorio tradicional.
Durante el siglo XVIII la servidumbre de los campesinos mordvinos se intensificó. Muchos fueron obligados a trabajar en las empresas de los nobles y del gobierno, en minas de sal y plantaciones forestales; además, desde el 1722 les obligaron a servir en el ejército ruso y desde 1740 sufrieron un proceso de cristianización masiva y forzada. Como resultado, en la primera mitad del siglo XVIII se produjeron numerosos levantamientos entre los siervos y el pueblo, obligados a pagar el yasaka. Nesmesyan Krivov y Shatreika Plakidin se levantaron entre 1743 y 1745 y poco más tarde un nuevo levantamiento ocurrió en Teivkhan (Nizhni Nóvgorod), dirigido por Erza Nesmesyan Vasiliev, quien finalmente fue quemado en la hoguera. 
Cuando se produjo la revuelta de Pugachov, en Saransk el 27 de julio de 1773, todo el país se vio envuelto en el movimiento campesino.  Sin embargo, crecieron las relaciones económicas con Moscú, Sarátov, Nizhni Nóvgorod y otras ciudades rusas y en 1804 se produjo una revuelta mordvina contra los rusos. En la guerra contra Napoleón Bonaparte, en 1812, los mordvinos formaron regimientos populares.
Durante la primera mitad del siglo XIX, cuando los señores se apropiaron de más y más tierras campesinas, se levantaron campesinos, entre 1820 y 1830 en las herrerías Siuinsk, en 1833 en las villas de Iada, Stároie Drákino y Nóvoie Drákino, en 1849 en Kocheláievo y entre 1858 y 1861 en Avgorsk. En esta época se abrieron en el país las primeras escuelas mordvinas.
Con la reforma agraria de 1861, los terratenientes repartieron el 23 % de las mejores tierras entre los campesinos mordvinos, cada parcela de 2,8 hectáreas. Además fueron redimidos tributos que excedían su capacidad de producción. La mayoría de los suelos se mantuvieron en manos de los rusos y el comercio en manos de los tártaros. A principios del siglo XX, el 28 % de las tierras pertenecía a los terratenientes y al gobierno, un 3 % a la iglesia y los monasterios, y el 13 % a la burguesía urbana. Además, erzia y moksha se consideraban pueblos diferentes y no se unían, lo que los hizo más vulnerables a rusos y tártaros. 
Más de 100 000 campesinos mordvinos que tenían pocas tierras fueron reasentados en los Urales, Siberia y Asia Central. Otros campesinos consiguieron mejorar sus ingresos con las migraciones estacionales. La construcción del ferrocarril Moscú-Kazán entre 1890 y 1900 estrechó las relaciones de Mordovia con las regiones industriales de Rusia; sin embargo, a principios del siglo XX solo había 50 pequeñas empresas industriales con un total de 2500 trabajadores. En 1895 el etnógrafo ruso Smirnov realizó un estudio sobre los mordvinos, donde enunció las diferencias entre las lenguas de los moksha y erzya, no solo en fonética sino también en léxico.
Del 10 al 21 de diciembre de 1905, durante la Revolución rusa de 1905, un grupo de trabajadores de la terminal ferroviaria de Ruzaevka levantaron y crearon la República de Ruzaevka. Los insurgentes destruyeron 200 propiedades de terratenientes. En la Revolución de Febrero de 1917 se conformaron soviets y los nacionalistas mordvinos propusieron conformar una federación con otros pueblos del Volga.

### Período soviético
En marzo de 1918 los bolcheviques se impusieron definitivamente, y repartieron un millón de hectáreas de tierras privadas entre los campesinos desposeídos. En diciembre de 1920 se conformaron distritos mordvinos en las regiones de Simbirsk, Sarátov, Penza, Samara y Tambov. Aunque la dispersión a la que habían sido sometidos los mordvinos dificultaba la creación de un área autónoma propia, en 1925 se creó el distrito de Mordovia que en 1928 se convirtió en Óblast, el 10 de enero de 1930 en Óblast Autónomo y el 20 de diciembre de 1934 en República Autónoma Socialista Soviética de Mordovia, en la cual sin embargo los mordvinos eran solamente el 34,1 % de la población, según el censo de 1939. La colectivización forzada durante la década del 30 causó un éxodo y una disminución general de la población en Mordovia. Durante la II Guerra Mundial varias industrias fueron trasladadas a Mordovia y hacia 1950 aparecieron las primeras industrias mecánicas, eléctricas y cementeras, principalmente en Saransk, así como el ferrocarril electrificado Saransk-Moscú. En 1989 los mordvinos eran el 31,9 % de la población de Mordovia.

### Período reciente
La perestroika primero y luego la disolución de la Unión Soviética permitieron un resurgimiento del nacionalismo mordvino, que procuró organizarse unificadamente tanto en Mordovia como entre la diáspora mordvina. En 1994 el escritor Sharonov Sandra publicó el poema épico Mastorava, basado en la mitología mordvina, en el cual el héroe mítico Tyushtya consigue unificar bajo su liderazgo a los clanes erzya y moksha. La mayoría de los mordvinos aspira a la autonomía y a mantener su cultura y lengua; algunos nacionalistas proponen constituir una federación con otros pueblos ugrofineses o con otros pueblos del Volga.

## Creencias tradicionales
En la mitología erzya, las deidades superiores nacieron de un huevo. La madre de los dioses fue Ange Patiai, seguida por el dios sol Chipaz, que dio a luz a Nishkepaz, al dios de la tierra Mastoron kirdis y al dios del viento Varmanpaz. De la unión de Chipaz y la diosa de la cosecha Norovava, nació el dios del inframundo, Mastorpaz. El dios del trueno Pur'ginepaz nació de Niskende Teitert, hija de la madre de los dioses, Ange Patiai. El hombre fue creado por Chipaz que moldeó a la humanidad de la arcilla. En la mitología moksha, el dios superior se llama Viarde Shkai, quien creó a los primeros seres humanos.